# 5e étape du Tour de France 2009
Pour un article plus général, voir Tour de France 2009.
La 5e étape du Tour de France 2009, s'est déroulée le 8 juillet. Le parcours de 197 kilomètres, reliait Le Cap d'Agde à Perpignan. La victoire est revenue au Français Thomas Voeckler, vainqueur en solitaire.

## Parcours
Cette 5e étape devrait réussir à un sprinteur. En effet, cette étape de 196,5 km entre Le Cap d'Agde et Perpignan ne compte que 2 ascensions de 4e catégorie : le col de Feuilla (4 km à 3,3 %) au km 112,5 et la côte de Treilles (1,3 km 4,2 %) au km 116,5 et 3 sprints intermédiaires (aux km 40,5, 107,5 et 158,5). De plus, la 6e étape convient plus aux puncheurs qu'aux purs sprinteurs et les 7e, 8e et 9e étapes sont dans les Pyrénées.

## Récit
Dès les premiers kilomètres, deux groupes de trois coureurs parviennent à s'échapper et se regroupent au 29e kilomètre : Anthony Geslin, Yauheni Hutarovich (La Française des jeux), Marcin Sapa (Lampre-NGC), Thomas Voeckler (BBox Bouygues Telecom), Mikhail Ignatiev (Team Katusha) et Albert Timmer (Skil-Shimano). Leur avance atteint son maximum 40 km plus loin, 8 minutes et 45 secondes.
À 60 km de l'arrivée, une cassure intervient dans le peloton, due à la Saxo Bank et à la faveur d'un vent de côté. Tous les favoris, à l'exception de Denis Menchov, figurent cependant dans le groupe de tête, composés d'une quarantaine de coureurs. L'intérêt de la cassure s'en trouve réduit et le regroupement intervient après 10 km.
Alors qu'il reste 30 km de course, le échappés compte 41 secondes d'avance. Le peloton tarde cependant à organiser la poursuite. L'équipe Columbia semble réticente à s'en charger seule. Fabian Cancellara a annoncé la veille que son équipe ne travaillerait pas à conserver le maillot jaune.
À 6 km de l'arrivée, Ignatiev attaque. Il est repris par les autres échappés, à l'exception de Sapa. Ignatiev attaque de nouveau 1 km plus loin. Il est cette fois contré par Voeckler. Celui-ci distance peu à peu ses compagnons d'échappée. Tandis que les autres coureurs sont rattrapés par le peloton, Voeckler passe sous la flamme rouge indiquant le dernier kilomètre avec onze secondes d'avance sur Ignatiev. Il n'est pas repris et remporte l'étape. Ignatiev le suit à 7 secondes et devance de quelques mètres le peloton. Cavendish prend la troisième place au sprint.
Il s'agit de la première victoire d'étape de Thomas Voeckler sur le Tour de France. Il acquiert ce succès cinq ans après avoir revêtu le maillot jaune et le jour de l'anniversaire de son directeur sportif Jean-René Bernaudeau.
Le Néerlandais Robert Gesink, victime d'une chute, arrive avec plus de 9 minutes de retard, en compagnie de son coéquipier Grischa Niermann. Souffrant d'une fracture de l'extrémité du radius, il ne prend pas le départ le lendemain.
Le haut du classement général ne subit pas de changement. Cancellara conserve le maillot jaune et Tony Martin le maillot blanc. Cavendish accroît son avance au classement par point.

## Sprints Intermédiaires
| Premier   | Anthony Geslin     | 6 pts |
| Deuxième  | Yauheni Hutarovich | 4 pts |
| Troisième | Thomas Voeckler    | 2 pts |

| Premier   | Marcin Sapa      | 6 pts |
| Deuxième  | Anthony Geslin   | 4 pts |
| Troisième | Mikhail Ignatiev | 2 pts |

| Premier   | Marcin Sapa      | 6 pts |
| Deuxième  | Thomas Voeckler  | 4 pts |
| Troisième | Mikhail Ignatiev | 2 pts |

| Premier   | Thomas Voeckler  | 35 pts |
| Deuxième  | Mikhail Ignatiev | 30 pts |
| Troisième | Mark Cavendish   | 26 pts |
| Quatrième | Tyler Farrar     | 24 pts |
| Cinquième | Gerald Ciolek    | 22 pts |

## Côtes
| Premier   | Anthony Geslin   | 3 pts |
| Deuxième  | Mikhail Ignatiev | 2 pts |
| Troisième | Thomas Voeckler  | 1 pt  |

| Premier   | Anthony Geslin  | 3 pts |
| Deuxième  | Thomas Voeckler | 2 pts |
| Troisième | Albert Timmer   | 1 pt  |

## Classement de l'étape
| Classement de la 5e étape | Classement de la 5e étape | Classement de la 5e étape | Classement de la 5e étape | Classement de la 5e étape |
|                           | Coureur                   | Pays                      | Équipe                    | Temps                     |
| ------------------------- | ------------------------- | ------------------------- | ------------------------- | ------------------------- |
| 1er                       | Thomas Voeckler           | FRA                       | BBox Bouygues Telecom     | en 5 h 29 min 35 s        |
| 2e                        | Mikhail Ignatiev          | RUS                       | Team Katusha              | + 7 s                     |
| 3e                        | Mark Cavendish            | GBR                       | Team Columbia-HTC         | + 7 s                     |
| 4e                        | Tyler Farrar              | USA                       | Garmin-Slipstream         | + 7 s                     |
| 5e                        | Gerald Ciolek             | GER                       | Team Milram               | + 7 s                     |
| 6e                        | Danilo Napolitano         | ITA                       | Team Katusha              | + 7 s                     |
| 7e                        | José Joaquín Rojas        | ESP                       | Caisse d'Épargne          | + 7 s                     |
| 8e                        | Lloyd Mondory             | FRA                       | AG2R La Mondiale          | + 7 s                     |
| 9e                        | Óscar Freire              | ESP                       | Rabobank                  | + 7 s                     |
| 10e                       | Thor Hushovd              | NOR                       | Cervélo TestTeam          | + 7 s                     |
| modifier                  |                           |                           |                           |                           |

## Classement général
| Classement général à la 5e étape | Classement général à la 5e étape | Classement général à la 5e étape | Classement général à la 5e étape | Classement général à la 5e étape |
|                                  | Coureur                          | Pays                             | Équipe                           | Temps                            |
| -------------------------------- | -------------------------------- | -------------------------------- | -------------------------------- | -------------------------------- |
| 1er                              | Fabian Cancellara                | SUI                              | Team Saxo Bank                   | en 15 h 7 min 49 s               |
| 2e                               | Lance Armstrong                  | USA                              | Astana                           | m.t.                             |
| 3e                               | Alberto Contador                 | ESP                              | Astana                           | + 19 s                           |
| 4e                               | Andreas Klöden                   | GER                              | Astana                           | + 23 s                           |
| 5e                               | Levi Leipheimer                  | USA                              | Astana                           | + 31 s                           |
| 6e                               | Bradley Wiggins                  | GBR                              | Garmin-Slipstream                | + 38 s                           |
| 7e                               | Haimar Zubeldia                  | ESP                              | Astana                           | + 51 s                           |
| 8e                               | Tony Martin                      | GER                              | Team Columbia-HTC                | + 52 s                           |
| 9e                               | David Zabriskie                  | USA                              | Garmin-Slipstream                | + 1 min 6 s                      |
| 10e                              | David Millar                     | GBR                              | Garmin-Slipstream                | + 1 min 7 s                      |
| modifier                         |                                  |                                  |                                  |                                  |

## Classements annexes

### Classement par points
| Classement par points | Classement par points | Classement par points | Classement par points | Classement par points |
| --------------------- | --------------------- | --------------------- | --------------------- | --------------------- |
|                       | Coureur               | Pays                  | Équipe                | Point(s)              |
| 1er                   | Mark Cavendish        | GBR                   | Team Columbia-HTC     | 96 points             |
| 2e                    | Thor Hushovd          | NOR                   | Cervélo TestTeam      | 70 pts                |
| 3e                    | Tyler Farrar          | USA                   | Garmin-Slipstream     | 54 pts                |
| modifier              |                       |                       |                       |                       |

### Classement de la montagne
| Classement du meilleur grimpeur | Classement du meilleur grimpeur | Classement du meilleur grimpeur | Classement du meilleur grimpeur | Classement du meilleur grimpeur |
| ------------------------------- | ------------------------------- | ------------------------------- | ------------------------------- | ------------------------------- |
|                                 | Coureur                         | Pays                            | Équipe                          | Point(s)                        |
| 1er                             | Jussi Veikkanen                 | FIN                             | La Française des jeux           | 9 points                        |
| 2e                              | Tony Martin                     | GER                             | Columbia-HTC                    | 6 pts                           |
| 3e                              | Anthony Geslin                  | FRA                             | La Française des jeux           | 6 pts                           |
| modifier                        |                                 |                                 |                                 |                                 |

### Classement du meilleur jeune
| Classement général du meilleur jeune | Classement général du meilleur jeune | Classement général du meilleur jeune | Classement général du meilleur jeune | Classement général du meilleur jeune |
|                                      | Coureur                              | Pays                                 | Équipe                               | Temps                                |
| ------------------------------------ | ------------------------------------ | ------------------------------------ | ------------------------------------ | ------------------------------------ |
| 1er                                  | Tony Martin                          | GER                                  | Team Columbia-HTC                    | en 15 h 8 min 41 s                   |
| 2e                                   | Roman Kreuziger                      | CZE                                  | Liquigas                             | + 39 s                               |
| 3e                                   | Vincenzo Nibali                      | ITA                                  | Liquigas                             | + 44 s                               |
| modifier                             |                                      |                                      |                                      |                                      |

### Classement par équipes
| Classement par équipes | Classement par équipes | Classement par équipes | Classement par équipes |
|                        | Équipe                 | Pays                   | Temps                  |
| ---------------------- | ---------------------- | ---------------------- | ---------------------- |
| 1re                    | Astana                 | Kazakhstan             | en 43 h 39 min 49 s    |
| 2e                     | Team Saxo Bank         | Danemark               | + 2 min 33 s           |
| 3e                     | Team Columbia-HTC      | États-Unis             | + 2 min 45 s           |
| modifier               |                        |                        |                        |

### Combativité
Mikhail Ignatiev

## Abandons
Aucun abandon.